# Прогресс МС-29
«Прогресс МС-29» (№ 459) — космический транспортный грузовой корабль серии «Прогресс», запуск которого состоялся 21 ноября 2024 года с помощью ракеты-носителя «Союз-2.1а» со стартового комплекса «Восток» (Площадка 31) космодрома Байконур по программе 90-й миссии снабжения Международной космической станции. Это 182-й полёт космического корабля серии «Прогресс» (из них 93 — к МКС).

## Подготовка к запуску
17 июня 2024 года грузовой корабль «Прогресс МС-29» доставлен на космодром Байконур. Корабль выгрузили и установили на рабочее место в монтажно-испытательном комплексе (МИК) 254-й площадки космодрома для приёмки и дальнейшей консервации. В режиме хранения «Прогресс МС-29» будет находиться до начала непосредственной подготовки к запуску.
Ракета-носитель «Союз-2.1а» изготовлена Ракетно-космическим центром «Прогресс», корабль «Прогресс МС-29» — Ракетно-космической корпорацией «Энергия» имени С.П. Королёва (входят в Роскосмос).
С 11 по 16 октября 2024 года корабль «Прогресс МС-29» прошёл вакуумные испытания в вакуумной камере монтажно-испытательного корпуса 254-й площадки космодрома Байконур. 1 ноября состоялась контрольная засветка солнечных батарей грузового корабля, панели солнечных батарей были раскрыты и их фотоэлементы облучили мощными светильниками для контроля эффективности преобразования световой энергии в электрическую. 12 ноября была завершена заправка грузового корабля «Прогресс МС-29» компонентами топлива и сжатыми газами. 14 ноября корабль был состыкован с переходным отсеком. 15 ноября проведены авторский осмотр и накатка головного обтекателя транспортного грузового корабля «Прогресс МС-29». 17 ноября проведена общая сборка ракеты космического назначения «Союз-2.1а» с грузовым кораблём «Прогресс МС-29», 18 ноября ракета космического назначения транспортирована на стартовый комплекс 31-й площадки космодрома Байконур.

## Полёт
21 ноября 2024 года в 15:22:23 по московскому времени со стартового комплекса 31-й площадки космодрома Байконур состоялся пуск ракеты-носителя «Союз-2.1а» с грузовым кораблём «Прогресс МС-29», который доставит на МКС запас топлива и газов, различного оборудования и грузов, питание и санитарно-гигиенические материалы для членов российского экипажей МКС-72. 
Полёт корабля к станции продлился около 50 часов, корабль совершил 34 витка вокруг Земли, после чего 23 ноября в 17:31:16 мск пристыковался к малому исследовательскому модулю «Поиск» российского сегмента Международной космической станции.
1 июля 2025 года в 21:43:28 мск грузовой корабль «Прогресс МС-29» отстыковался от малого исследовательского модуля «Поиск». В 00:52 мск 2 июля был включён двигатель «Прогресса МС-29» на торможение для сведения с орбиты, в результате чего корабль вошёл в плотные слои атмосферы и разрушился. Несгораемые обломки корабля упали в несудоходном районе Тихого океана.

## Груз
Масса доставляемого груза составила около 2487 кг, включая:
- 869  кг топлива для дозаправки станции,
- 420 кг питьевой воды,
- 43 кг сжатого азота для пополнения атмосферы МКС,
- 1155 кг аппаратуры и оборудования для систем станции, укладок для научных экспериментов, одежды, питания, медицинских и санитарно-гигиенических средств для экипажа 72-й длительной экспедиции[5].

Среди грузов — аппаратура и материалы для космических экспериментов: «СПЛАНХ»; «Лазма»; «Взаимодействие-2»; «Сепарация»; «Вампир»; «Фуллерен»; «БТН-Нейтрон-2»; «3D-печать».